# Lecitotrofia
Lecitotrofia é a estratégia de alimentação utilizada pelas larvas de muitos organismos a qual não procuram seu alimento no meio externo, sinal que utilizam as reservas de vitelo (de seu saco vitelino) que levam consigo desde seu  nascimento. Na maioria destes casos, o estádio larval é de curta duração e a transformação à etapa juvenil é rápida para poder começar a alimentar-se.
A Lecitotrofia acontece mais comumente em larvas de invertebrados, principalmente marinhos, que vivem em altas latitudes ou em águas de alta profundidade.
Em marsupiais, o embrião se desenvolve inicialmente pelo consumo de vitelo, indo se implantar no útero nos estagio final da gestação.